# Dinamic Software
Dinamic Software fue una empresa distribuidora y productora de videojuegos durante la llamada Edad de oro del software español. Fue fundada en 1984, y su actividad se prolongó hasta 1992. Durante sus inicios, su centro de operaciones se llamó Mansión Dinamic (en referencia al domicilio familiar en Boadilla del Monte) para acabar mudándose con el éxito a unas oficinas en la Torre de Madrid, Plaza de España 18, ambas en la comunidad autónoma de Madrid.
Un año después, con capital externo y parte de sus fundadores, se constituyó la empresa Dinamic Multimedia. A finales de la década de 1980, otra empresa llamada Aventuras AD se desgajó de Dinamic Software para producir aventuras conversacionales.

## Historia
A principios de la década de 1980, los hermanos Pablo, Nacho y Víctor Ruiz Tejedor comienzan a tener sus primeros contactos con los ordenadores. En el caso de Víctor Ruiz, se inició con un Sinclair ZX81, realizando algunos videojuegos caseros. Su primer intento como grupo se produjo cuando crearon NCM, que daría paso pocos meses después a Dinamic. Su idea era la de crear un grupo de programadores, pero en un principio no esperaban iniciar una actividad comercial tan intensa como la que estaba por llegar.
En los primeros meses de actividad, ellos mismos realizaban todo el trabajo de producción, grabación, diseño e imprenta de carátulas y manuales, y distribución de sus propios juegos, así como el diseño de la publicidad de los mismos para su publicación en revistas. Su debut oficial se hizo con el lanzamiento de Yenght, una aventura conversacional para Sinclair ZX Spectrum en 1984, y Artist, un programa de diseño artístico lanzado casi al mismo tiempo, aunque no sería hasta el estreno de Saimazoom cuando lograran su primer gran éxito comercial. Este título iniciaría una trilogía protagonizada por el personaje Johny Jones que se completaría con Babaliba y Abu Simbel Profanation. Este último supuso el paso a la profesionalización en muchos aspectos en la empresa, incluyendo la primera portada contratada a Alfonso Azpiri o la reprografía.
En 1986, Víctor Ruiz programaría Camelot Warriors, y en el mismo año iniciaría la trilogía Moves, que comenzó con Army Moves en 1986, siguió con Navy Moves en 1988, y por Arctic Moves, un juego que estaba previsto para 1991 pero que no llegó a salir en su versión original para Atari ST por el cierre de la empresa, y que sería rediseñado y publicado en PC en 1995 por Dinamic Multimedia.
Con Fernando Martin Basket Master, que fue en su época uno de los videojuegos españoles más vendidos de todos los tiempos, inauguró la estrategia española de contar con rostros famosos, principalmente del deporte, para prestar su imagen a sus videojuegos, algo que sería imitado por todas las compañías importantes del momento y que ellos mismos repetirían con Aspar GP Master y Míchel Fútbol Master Super Skills.
En 1987, lanzan la aventura conversacional de mayor éxito comercial en España, Don Quijote, basado en la serie de dibujos animados de TVE, con ella se inicia un sello interno llamado Aventuras Dinamic, abreviado como AD, y que poco después, tras lanzar Mega-Corp, La guerra de las vajillas y Los pájaros de Bangkok se desgajó y semi-independizó con el nombre de Aventuras AD, una compañía que se dedicaría a producir aventuras conversacionales que serían después distribuidas por la propia Dinamic.
Otros títulos que tuvieron una amplia distribución española e internacional, fueron Game Over y Phantis (este último lanzado en Reino Unido como Game Over II). Sus carátulas, que incluían chicas con provocativos escotes fueron objeto de polémica y censura fuera de España. Es especialmente recordado el caso de la carátula de Game Over, en la cual debajo del escote se mostraba un pezón, que en Inglaterra fue cubierto con el logo de Dinamic en una primera edición, con una pantalla del juego en una segunda, y directamente con un escote redibujado más pudoroso en una tercera. 1987 fue uno de los años más prolíficos de Dinamic Software, ya que en el mismo año también lanzaría Freddy Hardest, que vería una continuación dos años más tarde. En 1988, su lanzamiento Turbo Girl protagonizó una campaña publicitaria en televisión con la que se anunciaba el inicio de la segunda época de la revista Micromanía. En 1989 lanzarían After the War.
Dinamic, durante el auge de la edad de oro del software español, distribuyó sus propios videojuegos, así como los de Aventuras AD y otras productoras menores, rivalizando en esta tarea con Erbe Software. Sin embargo, con el cambio de década, y la migración a los 16 bits, las ventas de la compañía, como las de todas las de la época, decrecieron, y tras lanzar Narco Police en 1991, se vieron imposibilitados de continuar en la tarea de distribución.
Su último título, Risky Woods, lanzado exclusivamente para equipos de 16 bits, pudo ver la luz gracias a la coproducción con Zeus Software y la distribución de Electronic Arts, ya que Dinamic Software estaba ya sumida en los problemas financieros que la llevaron al cierre por bancarrota ese mismo año. Un año después, los hermanos Ruiz, junto con el dueño de HobbyPress en aquel entonces, José Ignacio Gómez-Centurión, y Carlos Abril, fundarían una nueva empresa, a la que en honor de la anterior, llamarían Dinamic Multimedia, y que sólo pertenecería, inicialmente, en un 30% a los propietarios de Dinamic Software.

## Premios
La labor de Dinamic fue reconocida con el Premio a la Mejor Empresa de 1987 en la primera convocatoria de este premio que se celebraba en España, y al que competían un total de catorce jóvenes empresas. El galardón le fue entregado a Pablo Ruiz, de 21 años, de manos de D. Claudio Boada, entonces presidente del Banco Hispano Americano, la entidad que patrocinaba el evento.

## Listado de títulos

### 1984
- Yenght (aventura conversacional)
- Artist (programa de diseño gráfico)
- Mapsnatch
- Saimazoom
- Babaliba
- Videolimpic

### 1985
- Abu Simbel, Profanation
- Olé Toro
- Rocky
- Sgrizam
- West Bank

### 1986
- Camelot Warriors
- Phantomas
- Phantomas 2
- Cobra's Arc (aventura iconográfica)
- Tommy (bajo el sello Future Stars)
- Alí-Bebé (Future Stars)
- Krypton Raiders (Future Stars)
- Nonamed • sistemas: Spectrum Ref: 860026, Amstrad y MSX
- Army Moves • sistemas: Spectrum Ref: 8600028, Amstrad, MSX, Commodore y PC

### 1987
- Game Over • sistemas: Spectrum Ref: 870001, Amstrad, MSX, Commodore y PC
- Arquimedes XXI (aventura conversacional) • sistemas: Spectrum y MSX Ref: 870009
- Fernando Martin Basket Master • sistemas: Spectrum, Amstrad, MSX, Commodore y PC
- Dustin • sistemas: Spectrum, Amstrad y MSX
- Don Quijote (aventura conversacional) • sistemas: Spectrum, Amstrad, MSX Ref: 8800016 y Commodore
- Freddy Hardest • sistemas Spectrum Ref: 870004, Amstrad Ref: 870006, MSX Ref: 870011, Commodore y PC
- Megacorp (aventura conversacional) • sistemas: Spectrum Ref: 870005, Amstrad Ref: 870007, Commodore Ref: 870007 y PC
- Phantis (titulado Game Over II fuera de España) • sistemas: Spectrum Ref: 870006, Amstrad Ref: 870008, MSX Ref: 870013, Commodore y PC

### 1988
- La guerra de las vajillas (aventura conversacional)
- Hundra
- Navy Moves
- Turbo Girl
- Delfox (sello 100% Dinamic)
- Mike Gunner (exclusivo para Gunstick)
- Target Plus (exclusivo para Gunstick)
- Los pájaros de Bangkok (aventura conversacional)
- Capitán Sevilla
- Meganova
- Aspar G. P. Master

### 1989
- Comando Tracer
- Bestial Warrior (también para Gunstick)[4]
- La aventura original (aventura conversacional)
- Rescate Atlántida
- After the War
- Míchel Fútbol Master
- Cosmic Sheriff (también para Gunstick)
- Freddy Hardest en Manhattan Sur
- El Capitán Trueno
- Satan
- A.M.C.: Astro Marine Corps

### 1990
- Buggy Ranger
- Narco Police
- Simulador profesional de tenis

### 1991
- Hammer Boy
- Megaphoenix

### 1992
- Risky Woods
- Simulador profesional de fútbol.